# Черенча
Чере́нча (болг. Черенча) — село в Шуменській області Болгарії. Входить до складу общини Шумен.

## Населення
За даними перепису населення 2011 року у селі проживали 330 осіб.
Національний склад населення села:
| Національність   | Кількість осіб | Відсоток |
| ---------------- | -------------- | -------- |
| турки            | 182            | 64,1%    |
| болгари          | 66             | 23,2%    |
| цигани           | 32             | 11,3%    |
| Всього відповіли | 284            |          |

Розподіл населення за віком у 2011 році:
Динаміка населення: